# Budikovany
Budikovany (in ungherese: Bugyikfala, in tedesco: Budick o Budikowan) è un comune della Slovacchia facente parte del distretto di Rimavská Sobota, nella regione di Banská Bystrica.
Il villaggio è citato per la prima volta nel 1301, dopo che la zona era stata devastata dalle orde dei tartari. Appartenne ai nobili Uzó. Nel XVIII secolo passò alla signoria di Murán.